# Parafia Bożego Ciała w Międzylesiu

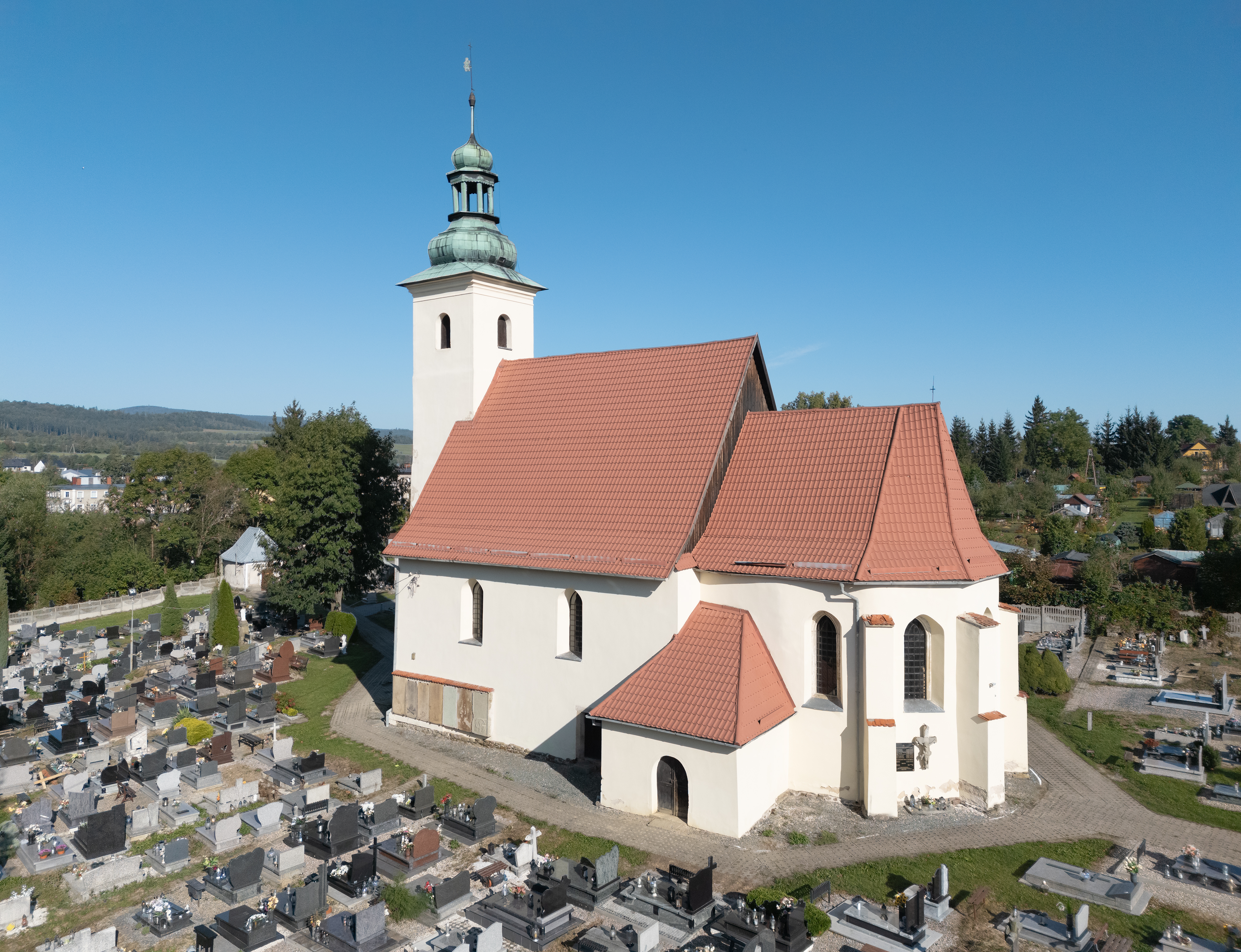
Kościół św. Barbary w Międzylesiu, filialny

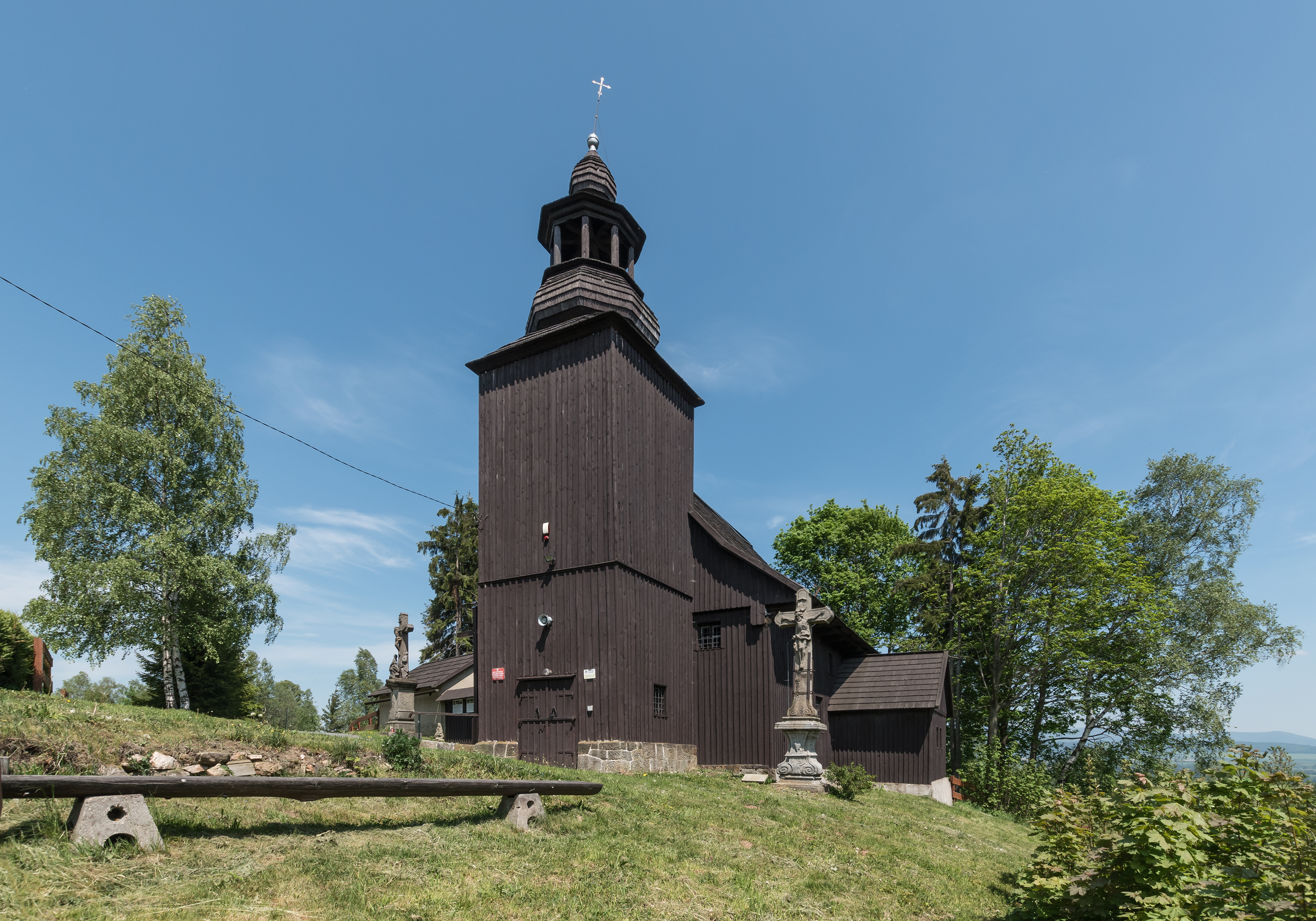
Kościół filialny w Kamieńczyku

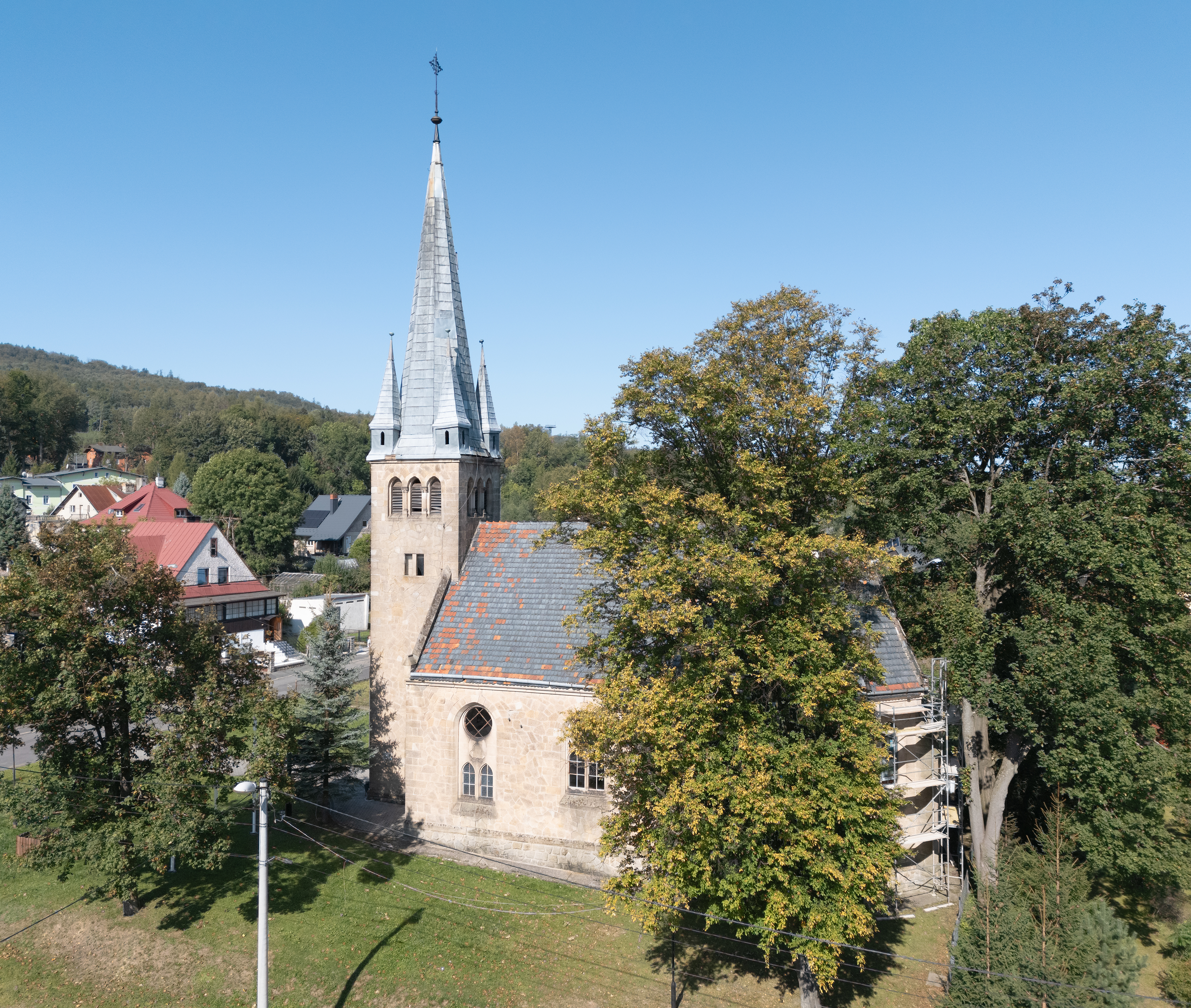
Kościół filialny św. Jana Pawła II w Międzylesiu

Parafia pw. Bożego Ciała w Międzylesiu znajduje się w dekanacie międzyleskim w diecezji świdnickiej. Była erygowana w XIII wieku.

## Dzieje parafii i kościoła
Pierwsza wzmianka o najdawniejszym kościele drewnianym pochodzi z roku 1384. Kościół ten został spalony w roku 1428 przez husytów.  
Kościół (drewniany) odbudowany po najeździe husyckim został w roku 1595 rozebrany przez luteran. W latach 1600–1613 wzniesiono kolejny, tym razem murowany kościół, który w roku 1643 podczas wojny trzydziestoletniej został splądrowany doszczętnie przez grasujących Szwedów. Kościół został odnowiony i przebudowany na początku XVIII wieku (1699–1713) dzięki finansowemu wsparciu rodziny Althann, głównie zaś Michaela Wenzela Młodszego von Althann (1668–1738), dziedzica majoratu międzyleskiego. Dobudowano m.in. wysoką wieżę od strony zachodniej według projektu architekta włoskiego Jacopo Carove z roku 1699.  
Dach i częściowo wnętrza kościoła spłonęły w 1776 podczas wielkiego pożaru miasta Międzylesia. Kościół został ponownie odbudowany w latach 1776–1779 i połączony krytym przejściem z Zamek międzyleskim. W XIX i XX wieku kościół był kilkakrotnie odnawiany i upiększany. 

### Wnętrze kościoła
We wnętrzach kościoła znajdują się: 
- ambona w kształcie łodzi z roku 1760 z licznymi płaskorzeźbami: św. Krzysztofa, św. Augustyna nad brzegiem morza, św. Antoniego głoszącego kazanie do ryb, i proroka Jonasza wrzucanego do morza;
- empora organowa, dwukondygnacyjna, z prospektem organowym na 27 głosów z roku 1745; budowniczy – K. Krause z Międzylesia.
- obraz Matki Boskiej Sobieskiej (kopia), ofiarowanej parafii międzyleskiej w roku 1733 przez Jakuba Sobieskiego, księcia oławskiego (1691–1737), najstarszego syna króla polskiego Jana III Sobieskiego, w pięćdziesiątą rocznicę zwycięskiej bitwy pod Wiedniem (1683); oryginał obrazu znajduje się obecnie we Wrocławiu;
- polichromie malarza Retmana z Lądka-Zdroju z początku XX wieku.
- rzeźby świętych w prezbiterium, m.in. św. Eligiusza, św. Jana Chrzciciela św. Jana Ewangelisty, św. Jana Nepomucena.

## Proboszczowie parafii Bożego Ciała w Międzylesiu

### Proboszczowie do roku 1945
| Lata urzędowania | imię i nazwisko proboszcza        |
| ---------------- | --------------------------------- |
| 1705–1724        | ks. Christoph Johann Königsmann   |
| 1724–1731        | ks. Johann Georg Wolf             |
| 1731–1741        | ks. Andreas Franz Kainz           |
| 1741–1766        | ks. Christoph Joseph Exner        |
| 1766–1767        | ks. Anton Rathsmann               |
| 1767–1808        | ks. Karl Winter                   |
| 1789–1794        | ks. Joseph II Knauer jako kapelan |
| 1808–1899        |                                   |
| 1899–1937        | ks. Franz Dittert                 |
| 1937–1946        |                                   |
|                  |                                   |

### Proboszczowie po II wojnie światowej
| Lata urzędowania | imię i nazwisko proboszcza |  |
| ---------------- | -------------------------- |  |
| 1946–1952        | ks. Jerzy Doleżal          |  |
| 1952–1957        | ks. Edward Skotnicki       |  |
| 1957–1958        | ks. Józef Lachowski        |  |
| 1958–1980        | ks. Antoni Kij             |  |
| 1980–1982        | ks. Gerard Wysoki          |  |
| 1982–1983        | ks. Edward Wilk            |  |
| 1983–1992        | ks. Teofil Limanówka       |  |
| 1992–1998        | ks. Bolesław Boczan        |  |
| 1998–2002        | ks. Ryszard Znamirowski    |  |
| 2002-2020        | ks. Jan Tracz              |  |
| od 2020          | ks. Maciej Martynek        |  |